# Dewa-Marija Dragiewa
Dewa-Marija Dragiewa (bulgarisch Дева-Мария Драгиева; englisch Deva-Mariya Dragieva; * 4. September 2000 in Berkowiza) ist eine bulgarische Leichtathletin, die sich auf den Sprint spezialisiert hat.

## Sportliche Laufbahn
Erste internationale Erfahrungen sammelte Dewa-Marija Dragiewa im Jahr 2022, als sie bei den Balkan-Hallenmeisterschaften in Istanbul mit 57,67 s auf Rang zwölf über 400 Meter gelangte. Im Juni belegte sie dann bei den Balkan-Meisterschaften in Craiova in 54,61 s den siebten Platz. Im Jahr darauf wurde sie bei der 2. Liga der Team-Europameisterschaft im Rahmen der Europaspiele in Chorzów in 53,36 s Erste im B-Lauf über 400 Meter und gelangte mit der Mixed-Staffel über 4-mal 400 Meter mit 3:22,58 min auf den vierten Platz im B-Lauf. Anschließend wurde sie bei den Balkan-Meisterschaften in Kraljevo in 24,61 s 15. über 200 Meter und gelangte mit 54,55 s auf Rang neun über 400 Meter. 
In den Jahren 2022 und 2023 wurde Dragiewa bulgarische Meisterin im 400-Meter-Lauf im Freien sowie 2022 und 2023 in der Halle. Zudem wurde sie 2023 Hallenmeisterin im 200-Meter-Lauf.

## Persönliche Bestleistungen
- 200 Meter: 24,41 s (+0,2 m/s), 11. Juni 2023 in Sofia
  - 200 Meter (Halle): 24,42 s, 29. Januar 2023 in Sofia
- 400 Meter: 53,36 s, 20. Juni 2023 in Chorzów
  - 400 Meter (Halle): 54,17 s, 21. Januar 2023 in Sofia